# Ferrari F2012
Ferrari F2012 é o modelo de carro de corrida da equipe Ferrari para a temporada 2012 de Fórmula 1. O modelo foi apresentado no dia 3 de fevereiro através da internet, por causa das fortes nevascas na Itália. Foi pilotado por Fernando Alonso e Felipe Massa.

## Resultados[2]
(legenda) (em negrito indica pole position)
| Ano  | Chassi | Motor          | Pneus | N° | Pilotos         | 1   | 2   | 3   | 4   | 5   | 6   | 7   | 8   | 9   | 10  | 11  | 12  | 13  | 14  | 15  | 16  | 17  | 18  | 19  | 20  | Pontos | Posição |  |
| ---- | ------ | -------------- | ----- | -- | --------------- | --- | --- | --- | --- | --- | --- | --- | --- | --- | --- | --- | --- | --- | --- | --- | --- | --- | --- | --- | --- | ------ | ------- |  |
|      |        |                |       |    |                 |     |     |     |     |     |     |     |     |     |     |     |     |     |     |     |     |     |     |     |     |        |         |  |
|      |        |                |       |    |                 | AUS | MAL | CHN | BHR | ESP | MON | CAN | EUR | GBR | GER | HUN | BEL | ITA | SIN | JPN | KOR | IND | ABD | USA | BRA |        |         |  |
| 2012 | F2012  | Ferrari 056 V8 | P     | 5  | Fernando Alonso | 5   | 1   | 9   | 7   | 2   | 3   | 5   | 1   | 2   | 1   | 5   | Ret | 3   | 3   | Ret | 3   | 2   | 2   | 3   | 2   | 400    | 2º      |  |
| 2012 | F2012  | Ferrari 056 V8 | P     | 6  | Felipe Massa    | Ret | 15  | 13  | 9   | 15  | 6   | 10  | 16  | 4   | 12  | 9   | 5   | 4   | 8   | 2   | 4   | 6   | 7   | 4   | 3   | 400    | 2º      |  |